# Stanton St. John
Stanton St. John est une paroisse civile et un village de l'Oxfordshire, en Angleterre.